# Гарсия, Энрике
Энрике Гарси́я (исп. Enrique García; 20 ноября 1912, Санта-Фе, по другим данным Росарио — 23 августа 1969, Санта-Фе), иногда ошибочно пишут Энрике Грасия (исп. Enrique Gracia) — аргентинский футболист, левый нападающий. 

## Карьера
Энрике Гарсия начал карьеру, выступая за клуб «Лас-Росас», названный по имени церкви, во дворе которой она была образована. Затем он выступал за клуб «Браун». 
По одним данным 1928 году Энрике перешёл в состав местного клуба Химнасия и Эсгрима. В 1931 году в регионе была основана Футбольная лига Санта-Фе и «Химнасия» стала первым чемпионом соревнования. В тот де период он получил своё прозвище — «Кривой» за кривоту ног, которым его окрестил журналист издания El Litoral. В том же 1931 году Гарсия перешёл в «Унион», за который болел с детства. Годом позже им заинтересовались в «Индепендьенте». Клуб специально организовал товарищеский матч против «Униона», чтобы провести просмотр. Однако в самом начале игры разразился сильнейший ливень, из-за чего матч приостановили, а затем приняли решение не возобновлять. В результате «Индепендьенте» уехал домой и дальнейших попыток продолжить переговоры с футболистом не предпринимал.
По другим данным Гарсия лишь провёл просмотр в «Унионе», в дублирующем составе которого играл его брат. При этом просмотр был неудачным. В 1929 году Энрике перешёл в «Браун», где дебютировал в матче с «Унионом» (1:0). Но в 1930 году в клубе случился переворот, из-за чего команда была расформирована, а сам игрок остался работать в нём администратором. Там Гарсия трудился до 1932 года, пока его контракт за 2500 песо не купил клуб «Химнасия и Эсгрима». По ещё одним данным он перешёл в «Химнасию» в 1931 году.
Он был озорным, насмешливым, ироничным, уничижительным, почти жестоким игроком по отношению к своему сопернику, шутливым и весёлым одновременно, ангелом и демоном, которым одни восхищались, а другие ненавидели, его игры были гениальны, а его поведение было чистейшим испытанием.
В 1933 году Гарсия стал игроком «Росарио Сентраль». Там он выступал три сезона, проведя 98 матчей и забив 33 гола. В 1936 году «Индепендьенте» вновь предпринял попытку подписать нападающего: но когда они направили запрос о цене контракта Энрике, то им выставили цену в 100 тысяч песо. Но затем поступило предложение от клуба «Расинг», предложивший 38 981 песо за переход Гарсии. Трансфер являлся много лет рекордным в аргентинском футболе. На этом «Расинг» не остановился: из итальянской «Ромы» прибыли нападающие Энрике Гуаита и Алехандро Скопелли. 3 мая 1936 года он дебютировал в составе команды в матче с «Тигре» (1:2). В своей третьей игре Энрике забил два первых гола за «Расинг», поразив ворота «Тальереса». Он выступал за команду девять лет, проведя 234 матча и забив 78 голов, по другим данным 233 матча. Причиной завершения карьеры стала травма мениска правой ноги, полученная 18 сентября 1943 года в матче с «Бокой Хуниорс», после которого он долго время не играл, а после провёл лишь несколько игр. Последней из которых стала встреча с «Сан-Лоренсо» (0:0), сыгранная 17 сентября 1944 года. В начале 1945 года Гарсия направил в клуб письмо с одной фразой: «Я прекращаю играть в футбол».
После завершения игровой карьеры Гарсия занялся бизнесом. Он открыл кондитерский магазин, в котором продавали шоколад в районе Монсеррат. В 1960 году Энрике возвратился в «Расинг», став работать скаутом и тренером в академии клуба. В последние годы жизни Гарсия обеднел. Дошло до того, что он заходил в бары и говорил: «Я Энрике Гарсия, лучший левый вингер в истории. Кто-нибудь может угостить меня кофе?»

## Международная статистика
| Матчи Энрике Гарсии за сборную Аргентины | Матчи Энрике Гарсии за сборную Аргентины | Матчи Энрике Гарсии за сборную Аргентины | Матчи Энрике Гарсии за сборную Аргентины | Матчи Энрике Гарсии за сборную Аргентины | Матчи Энрике Гарсии за сборную Аргентины | Матчи Энрике Гарсии за сборную Аргентины |
| ---------------------------------------- | ---------------------------------------- | ---------------------------------------- | ---------------------------------------- | ---------------------------------------- | ---------------------------------------- | ---------------------------------------- |
| №                                        | Дата                                     | Место проведения                         | Оппонент                                 | Счёт                                     | Голы                                     | Турнир                                   |
| 1                                        | 7 июля 1935                              | Авельянеда                               | Атлетико Мадрид/Эспаньол                 | 2:2                                      | —                                        | Товарищеский матч                        |
| 2                                        | 18 июля 1935                             | Монтевидео                               | Уругвай                                  | 1:1                                      | —                                        | Кубок Эктора Гомеса                      |
| 3                                        | 15 августа 1935                          | Буэнос-Айрес                             | Уругвай                                  | 3:0                                      | —                                        | Кубок Хуана Миньябуру                    |
| 4                                        | 9 июля 1936                              | Росарио                                  | сборная Росарио                          | 1:6                                      | —                                        | Товарищеский матч                        |
| 5                                        | 2 августа 1936                           | Буэнос-Айрес                             | сборная Росарио                          | 4:1                                      | 1                                        | Товарищеский матч                        |
| 6                                        | 9 августа 1936                           | Буэнос-Айрес                             | Уругвай                                  | 1:0                                      | —                                        | Кубок Хуана Миньябуру                    |
| 7                                        | 20 сентября 1936                         | Монтевидео                               | Уругвай                                  | 1:2                                      | —                                        | Кубок Эктора Гомеса                      |
| 8                                        | 30 декабря 1936                          | Буэнос-Айрес                             | Чили                                     | 2:1                                      | —                                        | Чемпионат Южной Америки                  |
| 9                                        | 9 января 1937                            | Буэнос-Айрес                             | Парагвай                                 | 6:1                                      | 1                                        | Чемпионат Южной Америки                  |
| 10                                       | 9 января 1937                            | Буэнос-Айрес                             | Перу                                     | 1:0                                      | —                                        | Чемпионат Южной Америки                  |
| 11                                       | 23 января 1937                           | Буэнос-Айрес                             | Уругвай                                  | 2:3                                      | —                                        | Чемпионат Южной Америки                  |
| 12                                       | 30 января 1937                           | Буэнос-Айрес                             | Бразилия                                 | 1:0                                      | 1                                        | Чемпионат Южной Америки                  |
| 13                                       | 1 февраля 1937                           | Буэнос-Айрес                             | Бразилия                                 | 2:0                                      | —                                        | Чемпионат Южной Америки                  |
| 14                                       | 29 июня 1937                             | Росарио                                  | сборная Росарио                          | 2:1                                      | —                                        | Товарищеский матч                        |
| 15                                       | 10 октября 1937                          | Монтевидео                               | Уругвай                                  | 3:0                                      | —                                        | Кубок Липтона                            |
| 16                                       | 11 ноября 1937                           | Буэнос-Айрес                             | Бразилия                                 | 5:1                                      | 1                                        | Кубок Липтона                            |
| 17                                       | 25 мая 1938                              | Росарио                                  | сборная Росарио                          | 2:2                                      | —                                        | Товарищеский матч                        |
| 18                                       | 18 июня 1938                             | Буэнос-Айрес                             | Уругвай                                  | 1:0                                      | —                                        | Кубок Хуана Миньябуру                    |
| 19                                       | 28 июня 1938                             | Буэнос-Айрес                             | сборная Росарио                          | 3:2                                      | —                                        | Товарищеский матч                        |
| 20                                       | 12 октября 1938                          | Монтевидео                               | Уругвай                                  | 2:3                                      | 1                                        | Кубок Эктора Гомеса                      |
| 21                                       | 14 декабря 1938                          | Буэнос-Айрес                             | Бока Хуниорс                             | 1:1                                      | —                                        | Товарищеский матч                        |
| 22                                       | 15 января 1939                           | Рио-де-Жанейро                           | Бразилия                                 | 5:1                                      | 1                                        | Кубок Рока                               |
| 23                                       | 22 января 1939                           | Рио-де-Жанейро                           | Бразилия                                 | 2:3                                      | 1                                        | Кубок Рока                               |
| 24                                       | 13 августа 1939                          | Асунсьон                                 | Парагвай                                 | 1:0                                      | —                                        | Кубок Шевалье Бутеля                     |
| 25                                       | 15 августа 1939                          | Асунсьон                                 | Парагвай                                 | 2:2                                      | —                                        | Кубок Шевалье Бутеля                     |
| 26                                       | 18 февраля 1940                          | Сан-Паулу                                | Бразилия                                 | 2:2                                      | —                                        | Кубок Рока                               |
| 27                                       | 25 февраля 1940                          | Сан-Паулу                                | Бразилия                                 | 3:0                                      | —                                        | Кубок Рока                               |
| 28                                       | 5 марта 1940                             | Буэнос-Айрес                             | Бразилия                                 | 6:1                                      | —                                        | Кубок Рока                               |
| 29                                       | 10 марта 1940                            | Буэнос-Айрес                             | Бразилия                                 | 2:3                                      | —                                        | Кубок Рока                               |
| 30                                       | 17 марта 1940                            | Буэнос-Айрес                             | Бразилия                                 | 5:1                                      | —                                        | Кубок Рока                               |
| 31                                       | 18 июля 1940                             | Монтевидео                               | Уругвай                                  | 0:3                                      | —                                        | Кубок Эктора Гомеса                      |
| 32                                       | 23 февраля 1941                          | Сантьяго                                 | Уругвай                                  | 1:0                                      | —                                        | Чемпионат Южной Америки                  |
| 33                                       | 4 марта 1941                             | Сантьяго                                 | Чили                                     | 1:0                                      | 1                                        | Чемпионат Южной Америки                  |
| 34                                       | 11 января 1942                           | Монтевидео                               | Парагвай                                 | 4:3                                      | —                                        | Чемпионат Южной Америки                  |
| 35                                       | 17 января 1942                           | Монтевидео                               | Бразилия                                 | 2:1                                      | 1                                        | Чемпионат Южной Америки                  |
| 36                                       | 22 января 1942                           | Монтевидео                               | Эквадор                                  | 12:0                                     | 1                                        | Чемпионат Южной Америки                  |
| 37                                       | 25 января 1942                           | Монтевидео                               | Перу                                     | 3:1                                      | —                                        | Чемпионат Южной Америки                  |
| 38                                       | 31 января 1942                           | Монтевидео                               | Чили                                     | 0:0                                      | —                                        | Чемпионат Южной Америки                  |
| 39                                       | 7 февраля 1942                           | Монтевидео                               | Уругвай                                  | 0:1                                      | —                                        | Чемпионат Южной Америки                  |
| 40                                       | 25 мая 1942                              | Буэнос-Айрес                             | Уругвай                                  | 4:1                                      | —                                        | Кубок Ньютона                            |
| 41                                       | 6 января 1943                            | Буэнос-Айрес                             | Уругвай-В                                | 1:0                                      | —                                        | Товарищеский матч                        |
| 42                                       | 9 января 1943                            | Монтевидео                               | Уругвай-В                                | 2:6                                      | —                                        | Товарищеский матч                        |
| 43                                       | 28 марта 1943                            | Буэнос-Айрес                             | Уругвай                                  | 3:3                                      | —                                        | Кубок Эктора Гомеса                      |

## Достижения
- Обладатель Кубка Хуана Миньябуру: 1935, 1938
- Чемпион Южной Америки: 1937, 1941
- Обладатель Кубка Липтона: 1937
- Обладатель Кубка Эктора Гомеса: 1938
- Обладатель Кубка Шевалье Бутеля: 1939
- Обладатель Кубка Рока: 1939, 1940 (1), 1940 (2)
- Обладатель Кубка Ньютона: 1942

## Личная жизнь
Гарсия являлся любимым игроком Эрнесто Че Гевары.